# Klayan
Klayan is een bestuurslaag in het regentschap Cirebon van de provincie West-Java, Indonesië. Klayan telt 9763 inwoners (volkstelling 2010).